# Charlejów (gmina)
Charlejów – dawna gmina wiejska istniejącaw latach 1867–1870 w guberni siedleckiej. Siedzibą władz gminy był Charlejów.
Gmina Wawer Charlejów 13 stycznia 1867 roku w związku z reformą gminną w Królestwie Polskim. Należała do powiatu łukowskiego w guberni siedleckiej. 13 stycznia 1870 gmina została zniesiona, a jej obszar włączony do nowo utworzonych gmin wiejskich Łysobyki i Serokomla (powstałych z obszarów pozbawionych praw miejskich miast Łysobyki i Serokomla):
- do gminy Łysobyki – Blizocin, Ferdynandów, Krępa, Lendo Wielkie, Natalin, Niedźwiedź, Podlodówka, Przytoczno, Walentynów i Wola Blizocka;
- do gminy Serokomla – Bielany, Bronisławów, Charlejów, Dąbrówka, Ernestynów, Hordzież, Józefów, Krzówka, Leonardów, Sobiska, Wólka i Zakępie.